# Мацуяма, Киминори
Киминори Мацуяма (яп. 松山公紀, англ. Kiminori Matsuyama; род. 1957) — японский экономист, профессор Северо-Западного университета.

## Биография
Образование получил в Токийском университете, получив степень бакалавра в 1980 году, написав эссе на тему «Прямые иностранные инвестиции». В период 1983—1985 годах обучался по программе Фулбрайта. Докторскую степень по экономике получил в 1987 году в Гарвардском университете, написав диссертацию на тему «Международная торговля и финансы» .
Преподавательскую деятельность начал доцентом в 1987—1995 годах, а затем в должности профессора с 1995 года в Северо-Западном университете. Параллельно читал лекции в Гуверовском институте в 1991—1992 годах, затем в Чикагском университете в 1993—2003 годах, а в 2008 году еще в Массачусетском технологическом институте.
Читал лекции в Институте монетарных и экономических исследований Банка Японии в 1992-1983 годах и в 2012-2013 годах, в Исследовательском институте Министерстве Международной торговле и промышленности в 1990 году, в Лондонской школе экономике в 1990 году, в 1999 году и в 2002 году, в исследовательском департаменте Федерального резервного банка Миннеаполиса в 1992 году, в Стокгольмском университете в 1992 году и в 2003 году, в Брюссельском университете в 1996 году, Институт перспективных исследований в 1996 году и в 2013 году, в Цюрихском университете в 2000 году, в 2003 году, в 2008 году, в 2014 году, в Токийском университете в 1994 году, в 2000 году, в 2001 году, в 2002 году, в 2004 году, в 2005 году, в 2006 году, в 2008 году, в 2010 году и в 2011 году, в Киотском университете в 2001 году, в Университетском колледже Лондона в 2003 году, в Принстонском университете в 2004 году, в 2010 году, в 2012 году, в Калифорнийском университете в 2006 году, в Университете Вашингтона в Сент-Луисе в 2006 году, в Университете Кэйо в 2009—2011 годах и в 2014 году, в Институте глобальных исследований Кэнон в 2014 году.
Ранее работал редактором журнала «Review of Economic Studies», помощником редактора «Journal of International Economics» в 1995—1998 годах и журнала «Journal of Development Economics»  в 1995—2003 годах.  В 2003—2005 годах  являлся членом экономической организации и общественной политики STICERD Лондонской школы экономики. Участвовал в качестве лектора на научных конференциях: по макроэкономике Среднего Запада в Сан Луисе в 2006 году, на совещании Азиатско-Тихоокеанской экономической ассоциации в 2005 году,  на лекции журнала International Economic Review, посвященного Лоуренс Клейн в 2005 году, на международном семинаре экономической теории в 2013 году, на восьмой международной конференции по нелинейной экономической динамики в 2013 году. В 2005—2008 годах являлся членом TNIT.
В настоящий момент является:
- продолжает быть профессором Северо-Западного университета
- помощником редактора журнала «Journal of Economic Theory» с 1993 года и журнала «Journal of the Japanese and International Economies» с 1995 года
- членом Эконометрического общества c 1999 года
- членом Общества для развития экономической теории с 2011 года
- международным старшим научным сотрудником Института глобальных исследований Кэнон с 2015 года.

## Награды
За многочисленные заслуги был неоднократно награждён:
- 1986 — премия Даниеляна за выдающиеся достижения в области международной экономики Гарвардского университета
- 1986—1987 — стипендия Фонда Альфреда Слоуна
- 1996 — приз Накахара  Японской экономической ассоциации.

## Основные идеи
Мацуяма определяет монополистическую конкуренцию  как несовершенную конкуренцию с дифференцируемыми продуктами, при которых фирма, как единственный производитель своего бренда, осведомлена о своей монопольной власти и устанавливает цену на свой продукт; число фирм (и продуктов) столь велико, что действия каждой фирмы малы в совокупной экономике; вход в отрасль неограничен и происходит до тех пор, пока прибыль вошедших в отрасль фирм не опустится до нуля.
Мацуяма утверждает, что в случае возникновении отрасли экономики со сверхприбылью от природной ренты происходит переток ресурсов (работников и капитала) в этот сектор, другие отрасли начинают испытывать нехватку ресурсов, что ограничивает их возможности роста. Если богатый ресурсами сектор экономики ограничен производственной границей, а остальные отрасли повышают прибыль и сокращают издержки за счет масштаба производства, то вся экономика испытывает снижение темпов роста.
Мацуяма представил концепцию истории против ожиданий для выбора равновесия в модели экономического развития с несколькими стационарными состояниями. Также предложил технику гетероклинической и гомоклинической бифуркации в мировой динамике роста. Переоценил классический тезис Мюрдаля — Нурксе в свете эндогенного роста, показав, что тезис поддерживается в странах с закрытой экономикой, но не в открытой экономике.

### Эффект домашнего рынка
В работе «Эффект домашнего рынка и структура торговли между богатыми и бедными странами» Мацуяма показывает, что эмпирически богатые страны имеют тенденцию экспортировать товары с высокой эластичностью по доходу и импортировать товары с низкой эластичностью по доходу, в то время как бедные страны имеют тенденцию экспортировать товары с низкой эластичностью по доходу и импортировать с высокой эластичностью.
Практически все существующие модели торговли с не гомотетичными предпочтениями предполагают, что богатым (бедным) странам посчастливилось иметь сравнительные преимущества по товарам с высокой (низкой) эластичностью по доходам.
С собственными источниками сравнительных преимуществ, будучи никак не связаны с их структурой спроса, эти модели предполагают, что богатые страны экспортируют товары с высокой эластичностью по доходу несмотря на то, что нуждаются в товарах с более высокой эластичностью по доходу.
Работа Мацуяма позволяет объяснить, почему богатые (бедные) страны обладают сравнительными преимуществами в товарах с высокой (низкой) эластичностью по доходам путём создания теоретической базы, которая включает не гомотетичные предпочтения в стандартной модели общего равновесия торговли с эффектом домашнего рынка.
Под не гомотетичными предпочтениями, структура спроса в более богатых странах имеет больше перекос в сторону товаров с высокой эластичностью по доходу, чем в более бедных странах. Имеется эффект масштаба в производстве и положительные, но не запредельные торговые издержки, такие как межстрановые различия в структуре спроса, которые становятся источниками сравнительных преимуществ через эффект домашнего рынка. Иными словами, богатые страны экспортируют товары с высокой эластичностью по доходам поскольку они нуждаются в товарах с относительно более высокой эластичностью по доходам.

### Эффект Мацуямы
Мацуяма является автором эффекта Мацуямы (модели Мацуямы), который показывает разнонаправленное влияние сельского хозяйства на развитие национальной экономики. Развитие сельского хозяйства является условием последующего роста промышленности. Положительное влияние развития сельского хозяйства на экономику наблюдается только для закрытых экономик. В открытых экономиках малых экономиках это влияние отрицательно. Подъём сельскохозяйственного производства замедляет темпы промышленного производства и экономического роста в целом.
Роль сельскохозяйственного производства в развитии экономики рассматривается через двухсекторную модель эндогенного роста, в которой:
- не гомотетичные предпочтения и эластичность спроса по доходу на сельскохозяйственные товары меньше единицы,
- двигатель роста — обучение в процессе работы в производственном секторе.

Для случая закрытой экономики модель предсказывает положительную связь между производительностью сельского хозяйства и экономическим ростом, в то время как для малой открытой экономики она предсказывает отрицательную связь. Это говорит о том, что открытость экономики должна стать важным фактором при планировании стратегии развития и прогнозировании роста производительности. В работе «Производительность сельского хозяйства, сравнительные преимущества и экономический рост» построена модель эндогенного роста, чтобы продемонстрировать, что связь между производительностью сельского хозяйства и ростом производительности может быть очень чувствительна к предположению относительно открытости экономики. Два допущения, играют решающую роль:
- низкая эластичность спроса на сельскохозяйственные товары, и
- отсутствие полного переключения обучения в процессе работы через экономию[10].

Само собой разумеется, модель весьма специфична и должна интерпретироваться с осторожностью. 
Во-первых, рассматривались только два полярных случая: закрытой экономики и малой открытой экономики. Поэтому весьма желательно провести проверку робастности результатов. Доля не торгуемого сектора (сектор услуг или ЖКХ) в экономике можно рассматривать как показатель открытости. Наличие такого сектора, особенно когда спрос на её продукцию имеет более высокую эластичность по доходу, может также повлиять на результат структурных изменений нетривиальным образом. Во-вторых, в работе предполагается, что производительность сельского хозяйства определяется чисто экзогенно, а в какой-то степени опыт обучения на производстве должен быть полезен в сельском хозяйстве, так технический прогресс в обрабатывающей промышленности, безусловно, улучшит урожайность и в сельском хозяйстве, поставляя все лучше и дешевле промежуточных товаров, таких как удобрение, пестициды, дренажные трубы и уборочную технику. В-третьих, наиболее серьезным упущением является накопление капитала, так как накопление капитала представляет реальную межвременную максимизацию, помогает упростить предположение, что все знания в производстве разрозненны, а также внутренние сбережения и доходы от сельскохозяйственных бумов могут иметь важное значение для финансирования инвестиций в капитальные товары.